# Meri Puig Rebustes
Meri Puig Rebustes, también conocida como Meri Puig ( Barcelona, 26 de febrero de 1962 ) es una alpinista, guía de montaña y psicóloga española. Formó parte de la primera expedición femenina europea, y segunda en el mundo, que coronó una cima del Himalaya, el Kangtega (6.782 m.), en 1984. Y fue la primera mujer de España en intentar subir al Everest, en 1988.   

## Trayectoria
Empezó a escalar con 15 años. Tras formar parte de la Unió Excursionista Urgellenca (de Urgell), en 1981 ingresó en el Centro Académico de Escalada, perteneciente al Centro Excursionista de Cataluña, del que es miembro activa. 
Es profesora de escalada en roca de la Escuela Catalana de Alta Montaña (ECAM) e instructora del Grupo de Socorro de Montaña (GSM). 
En 1982 ascendió por la cresta sur de la Aguja Negra de Peuterey en los Alpes y en 1984 fue la jefa de la primera expedición femenina  al Kangtega, de 6.782 m. , en el Himalaya, publicó las crónicas de la escalada en la revista Lecturas, uno de los financiadores de la expedición .   En 1988 fue la primera mujer del Estado que intentó subir al Everest., se lo impidió una parálisis facial que le sobrevino cuando estaba a 7.500 m.   
Se especializó en la apertura de vías diferentes de ascensión. Así destacan sus incursiones en Montserrat, en la cara noreste y el acicate central de Les Courtes en el Macizo del Mont Blanc; en los Picos de Europa, al Rabadá Navarro del Picu Urriellu y al Naranjo de Bulnes; la Vía Brujas en el Tozal del Mallo (Parque Nacional de Ordesa); la vía Serón-Millán en los Mallos de Riglos (Huesca), y la Vía Jean Sante en el Pico de Midi d'Ossau (Pirineos franceses). 
Tras dejar la escalada, dirige un grupo de marcha nórdica, y ayuda a otros deportistas como los piragüistas que entrenan en el Parque Olímpico del Segre. 

## Reconocimientos
En 2024, protagonizó Obrint camí. Kangtega 84, documental de Miquel Pérez, sobre las seis mujeres de la primera expedición femenina europea que coronó una montaña del HImalaya, el Kangtega, en el 40 aniversario de la ascensión. Se estrenó en el Festival de Cine de Montaña de Torelló.  